# ホメリアン
| 累代        | 代     | 紀           | 基底年代 Mya |
| ----------- | ------ | ------------ | ------------ |
| 顕生代      | 新生代 | 第四紀       | 2.58         |
| 顕生代      | 新生代 | 新第三紀     | 23.03        |
| 顕生代      | 新生代 | 古第三紀     | 66           |
| 顕生代      | 中生代 | 白亜紀       | 145          |
| 顕生代      | 中生代 | ジュラ紀     | 201.3        |
| 顕生代      | 中生代 | 三畳紀       | 251.902      |
| 顕生代      | 古生代 | ペルム紀     | 298.9        |
| 顕生代      | 古生代 | 石炭紀       | 358.9        |
| 顕生代      | 古生代 | デボン紀     | 419.2        |
| 顕生代      | 古生代 | シルル紀     | 443.8        |
| 顕生代      | 古生代 | オルドビス紀 | 485.4        |
| 顕生代      | 古生代 | カンブリア紀 | 541          |
| 原生代      | 原生代 | 原生代       | 2500         |
| 太古代      | 太古代 | 太古代       | 4000         |
| 冥王代      | 冥王代 | 冥王代       | 4600         |
| 1. 2. 3. 4. |        |              |              |

ホメリアン（英: Homerian）は、国際層序委員会によって定められた地質学用語である、地質時代名の一つ。4億3050万年前（誤差70万年）から4億2740万年前（誤差50万年）にあたる、シルル紀ウェンロック世を二分した後期である。前の期は前期ウェンロック世のシェイウッディアン、次の期は前期ラドロー世のゴースティアン。日本語ではホーマー期とも呼ばれる。
国際標準模式層断面及び地点(GSSP)はイギリスのシュプロッシャー州ホーマーの Sheinton Brook (北緯52度36分56秒 西経2度33分53秒 / 北緯52.6156度 西経2.5647度)に位置する。

## 出来事
ウェンロック - ラドロー境界、すなわちホメリアン - ゴースティアン境界ではシルル紀で二度目の大量絶滅が発生した。前回の大量絶滅（テリチアン - シェイウッディアン境界）とは違って今回の大量絶滅は海洋中の高次の消費者を中心としており、魚類・コノドント・フデイシが大打撃を受ける中で放散虫は多様性を保っていた。このように絶滅パターンが異なること、またホメリアンの末に広域で炭素同位体の負シフトが起きていることから、古生代の中でも最も温暖であったこの時期の大量絶滅は温暖化によりもたらされたと考えられている。

## 生物
ボヘミアのホメリアン階 - ゴースティアン階からはフデイシの Dictyonema delicatulum が得られており、この種のタイプ標本はイギリスのウェールズから産出している。種同定までは至らなかったものの、日本の高知県高岡郡越知町の横倉山の沢に分布するG3層からも類似した同属のフデイシ化石が産出している。同層の灰白色から灰色を呈する石灰岩からはコノドント化石が多産し、腕足動物や鎖サンゴ類およびウミユリなどの化石も得られている。